# David Pocock
David Pocock (ur. 23 kwietnia 1988 w Gweru) – australijski rugbysta pochodzący z Zimbabwe, grający na pozycji rwacza w zespole Brumbies oraz w reprezentacji narodowej. Mistrz świata U-19 z 2006 roku, zwycięzca Pucharu Trzech Narodów w sezonie 2011, trzykrotny uczestnik i dwukrotny medalista pucharu świata.

## Młodość
W rugby zaczął grać jeszcze w Zimbabwe w wieku siedmiu lat, prócz treningów z rówieśnikami grając również z ojcem i braćmi. Gdy reżim Roberta Mugabe przejął należącą do jego rodziców farmę, rodzina wyemigrowała w 2002 roku do Australii. W latach 2002–2005 uczęszczał do Anglican Church Grammar School w Brisbane, w ostatnim roku nauki występując w pierwszej drużynie tej szkoły wraz z Quadem Cooperem. W tym samym roku został wybrany najlepszym zawodnikiem w stanie. Występował wówczas w formacji ataku, a prócz rugby uprawiał również waterpolo, również w tym sporcie reprezentując stanowe barwy.

## Kariera klubowa
Podczas ostatniego roku nauki, w 2005 roku, zgłosili się do niego z propozycją zawodowego kontraktu działacze nowo utworzonego zespołu Western Force oraz trener John Mitchell, Pocock przeniósł się zatem do Perth. Za zgodą rodziców Mitchell wystawił siedemnastoletniego wówczas Pococka w składzie na przedsezonowy mecz przygotowawczy z Cheetahs łamiąc tym samym zasady Australian Rugby Union, które zabraniały występów w seniorskich zawodach graczom, którzy nie ukończyli osiemnastego roku życia – choć wystąpił on pod nazwiskiem innego zawodnika, jednak jego zdjęcie z tego spotkania ukazało się w australijskiej prasie. Podpisawszy przedłużenie kontraktu o dwa lata, oficjalnie zadebiutował zatem już po osiemnastych urodzinach, 12 maja 2006 roku, w meczu Super 14 z Sharks i był to jego jedyny występ w sezonie 2006. Został tym samym jednym z pierwszej czwórki stypendystów programu National Talent Squad (pozostałymi byli Josh Holmes, Caleb Brown i Saia Faingaʻa) grających w tych rozgrywkach. Wziął następnie udział w posezonowych meczach Force zarówno w domu, jak i na wyjeździe, a także we wszystkich trzech spotkaniach Australian Provincial Championship. W tym samym czasie związał się również z lokalnym klubem UWA Rugby.
W sezonie 2007 opuścił tylko jedno spotkanie w Super 14, zaś w lecie tego roku zagrał w dwóch spotkaniach zespołu Perth Spirit w jedynym rozegranym sezonie rozgrywek Australian Rugby Championship.
W kolejnych sezonach stał się jedną z kluczowych postaci nieosiągającego sukcesów zespołu Force. W 2008 roku ponownie zagrał w dwunastu spotkaniach, otrzymał Force Man Award dla gracza utożsamiającego ducha zespołu zarówno na boisku, jak i poza nim, a następnie, pomimo obecności reprezentantów kraju czy też starszych stażem zawodników, został wytypowany na kapitana zespołu podczas tournée na Wyspy Brytyjskie. Podpisał również kolejny dwuletni kontrakt, przedłużony następnie do końca 2012 roku. Następny rok rozpoczął do okraszonego hat-trickiem świetnego występu w pierwszym przedsezonowym spotkaniu przeciw Reds, po którym trenerzy docenili kompletność jego umiejętności potrzebnych na tej pozycji, w drugim zaś, przeciw Crusaders, pełnił rolę kapitana zespołu. Zagrał następnie we wszystkich meczach Super 14 jako gracz podstawowej piętnastki.
W kolejnych dwóch sezonach jego występy ograniczały kontuzje – w 2010 roku w pierwszej kolejce naderwał ścięgno w palcu lewej ręki, przez co pauzował sześć tygodni, zagrał jednak w pozostałych siedmiu spotkaniach, zaś rok później wystąpił w dziewięciu meczach, z pozostałych bowiem wyeliminowała go odniesiona w marcu kontuzja kolana.
W sezonie 2012 został kapitanem zespołu, wicekapitanem będąc od 2010 roku, zaś po raz pierwszy w meczu o punkty poprowadził Force już w ostatnim meczu sezonu 2011, gdy kontuzjowany był Nathan Sharpe. Zagrał w czternastu z szesnastu spotkań sezonu, a jego gra została doceniona wyróżnieniem przyznawanym przez samych graczy Force dla najlepszego zawodnika klubu.
W lipcu 2012 roku ogłosił, iż od nowego sezonu przenosi się do Brumbies, z którym podpisał trzyletni kontrakt. Odejście po siedmiu latach argumentował niepowodzeniem w ściąganiu do Perth znanych zawodników, częstszymi niż w innych zespołach podróżami, oddaleniem od znajdującej się na wschodnim wybrzeżu rodziny oraz perspektywą współpracy z Jakiem White'em i chęcią gry o najwyższe laury. W trzecim spotkaniu w barwach nowego zespołu zerwał więzadło krzyżowe przednie w lewym kolanie po szarży Adama Ashley-Coopera, co oznaczało minimum sześciomiesięczną przerwę w grze. Brumbies dotarli zaś do finału rozgrywek, w którym ulegli Chiefs. Treningi wznowił pod koniec października, zaś do gry, w roli kapitana, powrócił w pierwszym przedsezonowym meczu przygotowawczym. Swój czwarty oficjalny mecz w barwach Brumbies zaliczył w otwierającym sezon spotkaniu z Reds, a już w następnej kolejce ponownie doznał urazu lewego kolana. Przeprowadzona artroskopia wykazała konieczność kolejnego zabiegu chirurgicznego i wielomiesięcznej rehabilitacji. Pod koniec września 2014 roku grał już w bezkontaktową odmianę – touch rugby, a w styczniu 2015 zaliczył sześćdziesięciominutowy występ przeciwko Force w przedsezonowym spotkaniu. Na ten sezon został wraz z Niciem White'em mianowany wicekapitanem zespołu, zastępując w razie potrzeby Stephena Moore’a

## Kariera reprezentacyjna
Pocock był stypendystą ogólnokrajowych programów National Talent Squad oraz Australian Institute of Sport. W stanowych barwach występował w mistrzostwach kraju U-16 w 2004 roku wraz z Quade'em Cooperem i Willem Genią zajmując trzecią lokatę, zaś w kategorii U-18 w 2005 roku zdobył drugie miejsce i wyróżnienie dla najlepszego zawodnika w stanie. Pociągnęło to za sobą powołanie do kadry Australian Schoolboys, w której w 2005 roku wystąpił w sześciu testmeczach, w dwóch z nich otrzymując wyróżnienie dla najlepszego australijskiego zawodnika. To właśnie trenerzy tej reprezentacji przestawili zawodnika z formacji ataku na pozycję rwacza. Rok później znalazł się w reprezentacji U-19, która zwyciężyła w rozegranych w Dubaju mistrzostwach świata w tej kategorii wiekowej. Na tym turnieju zagrał w czterech z pięciu spotkań zdobywając dwa przyłożenia, w finale zawodów odnosząc kontuzję kostki.
Dobre występy w lidze dały mu szansę na pierwszy kontakt z seniorskim poziomem reprezentacyjnym, który nastąpił w kadrze A podczas Pucharu Narodów Pacyfiku edycji 2007. Wystąpił wówczas w trzech z pięciu spotkań – z Tonga, Japonią i Fidżi. Na koniec sezonu otrzymał zaś wyróżnienie dla debiutanta roku według australijskiego stowarzyszenia zawodowych rugbystów (Rugby Union Players Association). W roku 2008 jako kapitan kadry U-20 uczestniczył w inauguracyjnych MŚ juniorów, gdzie wystąpił we wszystkich pięciu meczach swojej drużyny zdobywając dziesięć punktów, a Australijczycy zajęli piąte miejsce.
Pierwsze powołanie od selekcjonera Wallabies, Robbiego Deansa, otrzymał we wrześniu 2008 roku na listopadowe spotkania na północnej półkuli. Zadebiutował z ławki rezerwowych w Hongkongu przeciw All Blacks dokładnie sześć lat po tym, jak jego rodzina przybyła do Australii, po czym w tej samej roli przez kilkanaście minut wystąpił również w spotkaniach z Włochami i Barbarians.
Przełomowy był dla niego następny sezon reprezentacyjny. Rozpoczął go występem przeciw Barbarians, po występach w czerwcowych testmeczach stałe miejsce w wyjściowej piętnastce uzyskał podczas Pucharu Trzech Narodów, a łącznie wystąpił w trzynastu z czternastu rozegranych w tym roku testmeczów, pierwsze przyłożenie zdobywając w kończącym sezon spotkaniu z Walijczykami, w którym złamał również kciuk. Opuścił jedynie spotkanie ze Szkotami, gdy decyzją selekcjonera odpoczywał po zdobyciu szwów na szczęce i nagrody dla najlepszego gracza zremisowanego meczu z Irlandią. Jego pojawienie się zakończyło de facto trwającą blisko dekadę dominację George’a Smitha i Phila Waugh na tej pozycji w australijskiej kadrze.
W 2010 roku był ostoją reprezentacji podczas wszystkich piętnastu spotkań, a forma, którą prezentował, przyniosła mu nominację do wyróżnienia dla gracza roku według IRB, którym ostatecznie został Richie McCaw. Doceniony został również w kraju – John Eales Medal dla najlepszego australijskiego rugbysty według samych zawodników zdobył z wyraźną przewagą, mimo iż do Pucharu Trzech Narodów przystępował mając jedynie trzy punkty więcej od Matta Giteau, na tej samej gali odebrał również nagrodę dla reprezentanta roku według australijskich kibiców, w grudniu zaś otrzymał od RUPA Medal for Excellence.
Został powołany na zaplanowane na lipiec i sierpień 2011 roku spotkania reprezentacji, jednak nie wystąpił w niespodziewanie przegranym spotkaniu z Samoa. Wziął natomiast udział we wszystkich czterech meczach Pucharu Trzech Narodów, który zakończył się pierwszym od dziesięciu lat triumfem Australijczyków. Pozostał również w okrojonej do trzydziestu zawodników kadrze na Puchar Świata w Rugby 2011. Z powodu urazu pleców opuścił dwa spotkania w fazie grupowej, swój kunszt pokazał natomiast w ćwierćfinale ze Springboks, w którym został uznany najlepszym zawodnikiem, ostatecznie Australijczycy w turnieju zdobyli brązowe medale w meczu o trzecie miejsce pokonując Walię. Również w tym roku nominowany był do IRB Player of the Year, zwycięzcą okazał się jednak francuski kapitan, Thierry Dusautoir. Przeciwko Walijczykom wystąpił jeszcze podczas kończącego sezon zwycięskiego minitournée, które obejmowało także mecz z Barbarians na Twickenham, podczask którego Pocock po raz pierwszy pełnił rolę kapitana Wallabies.
Wobec kontuzji Jamesa Horwilla był, obok Willa Genii, jednym z najpoważniejszych kandydatów do objęcia tej funkcji podczas zaplanowanych na czerwiec 2012 roku testmeczów. W spotkaniu ze Szkocją został siedemdziesiątym dziewiątym kapitanem australijskiej reprezentacji w oficjalnym meczu międzypaństwowym, poprowadził następnie Wallabies do zwycięstwa w trzymeczowej serii z Walijczykami. W rozpoczynającym inauguracyjną edycję The Rugby Championship meczu z Nową Zelandią doznał wymagającej operacji kontuzji prawego kolana, który wyeliminował go z gry na kolejne trzy miesiące. Po rehabilitacji wyjechał z kadrą na europejskie tournée, jednak z powodu urazu łydki znalazł się w meczowym składzie tylko raz – przeciwko Walijczykom.
Odniesiona w marcu 2013 roku kontuzja oznaczała dla niego brak występów w tym sezonie reprezentacyjnym, nie skorzystał bowiem z nowej techniki rekonstrukcji, dzięki której mógł powrócić na tournée British and Irish Lions 2013. Opuścił również kolejny sezon po jej odnowieniu w marcu 2014 roku, zapowiedział jednak walkę o miejsce w składzie Wallabies na Puchar Świata w Rugby 2015.

## Osiągnięcia
- Puchar świata w rugby – 3. miejsce: 2011
- Puchar Trzech Narodów – zwycięstwo: 2011
- John Eales Medal – 2010
- IRB Player of the Year – nominacja: 2010, 2011
- RUPA Rugby Medal for Excellence: 2010
- RUPA Newcomer of the Year: 2007

## Varia
- Rodzice, Andy i Jane; bracia, Mike i Steve[2]. Steve podążył za bratem do Western Force, jednak jego sportowe ambicje przekreśliła kontuzja[10][152].
- Z wieloletnią partnerką, Emmą Palandri, ogłosili, iż nie zawiorą związku małżeńskiego, dopóki takiej samej możliwości nie będą miały w Australii pary homoseksualne[153][154](wzięli go 8 lat po złożeniu deklaracji, niedługo po tym, gdy Australia uznała małżeństwa osób tej samej płci[155]).
- W 2009 roku Luke O’Keefe oraz Pocock założyli i zasiadają we władzach organizacji charytatywnej Eightytwenty Vision pomagającej lokalnym społecznościom w Zimbabwe. Nastawiona jest ona w szczególności na opiekę zdrowotną ciężarnych kobiet, edukację i dożywianie dzieci, zabezpieczenie wody i żywności oraz opiekę nad chorymi na AIDS[1][6][156][157]. Za tę działalność w 2011 roku otrzymał wyróżnienie w stanowej sekcji konkursu Young Australian of the Year[158] oraz nominację do ogólnokrajowej edycji[159].
- W 2011 roku wydał autobiografię pt. Openside: My Journey to the Rugby World Cup (ISBN 978-1-74257-178-2)[160][161]. Ujawnił w niej m.in., iż w młodości cierpiał na zaburzenia odżywiania[162].
- Pod koniec listopada 2014 roku w ramach protestu przeciwko otwarciu nowej kopalni węgla wraz z innymi aktywistami przykuł się do sprzętu górniczego, za co został aresztowany[163]. Australian Rugby Union wystosował wobec zawodnika oficjalne ostrzeżenie[164][165], a sprawa trafiła do sądu[166].